# Per Henriksen
Per Henriksen (Stavanger, 10 de abril de 1952-Stavanger, 17 de abril de 2024) fue un futbolista noruego que jugó en la posición de defensa central.

## Carrera

### Club
Jugó toda su carrera con el Viking FK de 1978 a 1986 donde anotó 11 goles en 180 partidos, ganó dos títulos de liga y uno de copa.

### Selección nacional
Jugó para Noruega en 10 ocasiones de 1983 a 1984.

## Logros
- Eliteserien (2): 1979, 1982
- Copa de Noruega (1): 1979